# Markus Welser

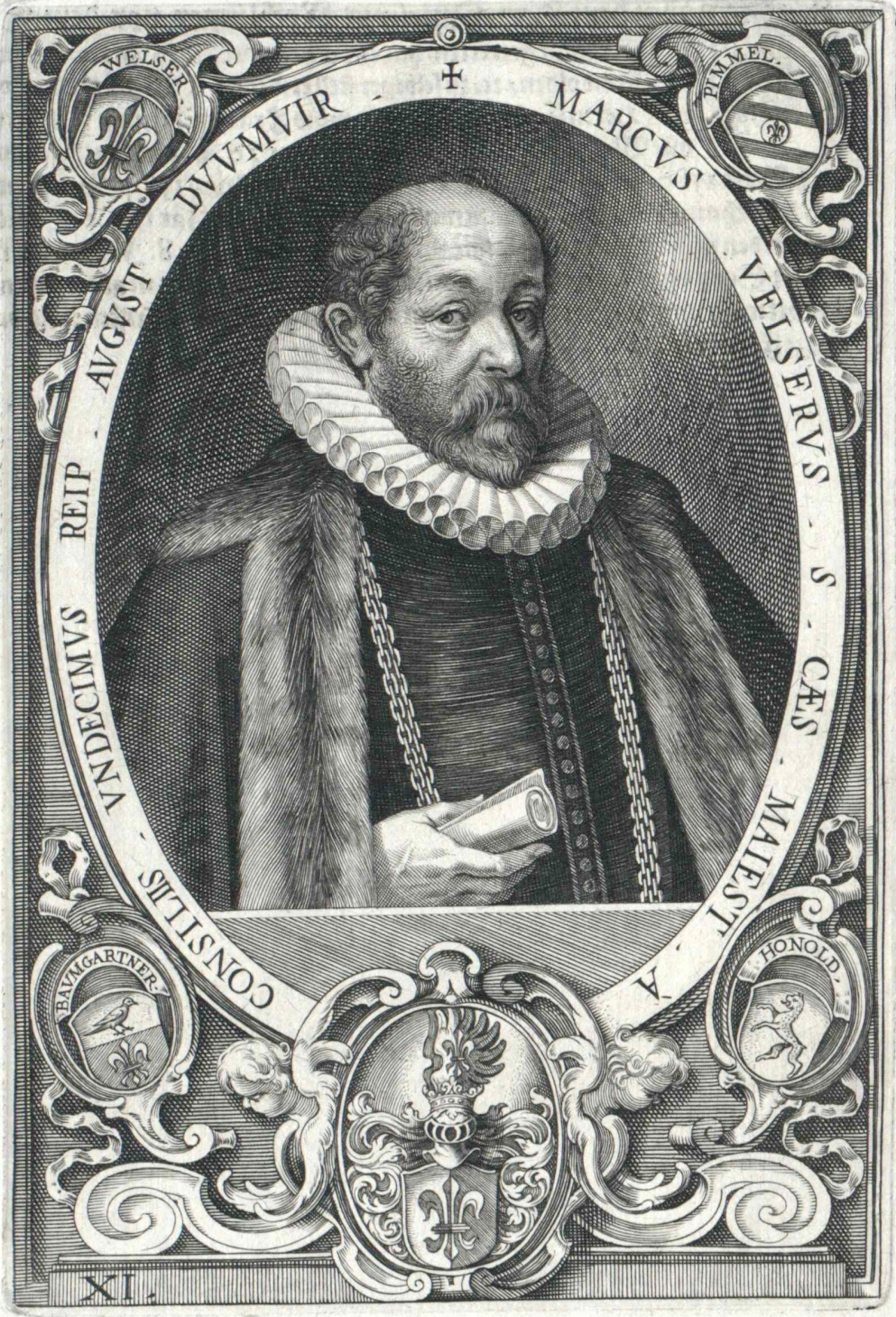
Markus Welser

Markus Welser, auch Marx Welser (* 20. Juni 1558 in Augsburg; † 23. Juni 1614 in Augsburg) war ein deutscher Humanist, Historiker, Verleger und ab 1600 Bürgermeister von Augsburg.

## Leben
Der aus der Augsburger Patrizierfamilie Welser stammende Markus Welser, Bruder von Matthäus und Paulus Welser, wurde als Zehnjähriger zum Studium der Rechtswissenschaften nach Padua geschickt, hielt sich 1571 vermutlich in Paris, dann einige Jahre in Rom (Mitglied der Accademia dei Lincei seit 1612) auf und kam als 26-Jähriger nach Venedig. Hier vervollständigte er seine kaufmännischen Kenntnisse, war Konsul der deutschen Kaufmannschaft am Fondaco dei Tedeschi und stand in Verbindung mit Humanistenkreisen. Markus Welser heiratete 1583 Anna May.
Nach seiner Rückkehr nach Augsburg 1584 war Welser seit 1600 einer der beiden Stadtpfleger und leitete gemeinsam mit seinem Bruder ein Handelsunternehmen mit europaweiten Verbindungen, das jedoch nur eine Woche nach seinem Tod in Konkurs ging, so dass man bei seinem Tod von Selbstmord sprach. Seine umfangreichen literarischen und mäzenatischen Aktivitäten machten Welser zu einer der bedeutendsten Gestalten des deutschen Späthumanismus. Er führte ein reiches „commercium litterarium“, unter anderem mit Isaac Casaubon, Galileo Galilei, Joseph Justus Scaliger, Joachim Camerarius der Jüngere, Christoph Scheiner, Johann Jakob Rüeger und verfasste unter anderem eine Darstellung der antiken Geschichte seiner Geburtsstadt Rerum augustanarum vindelicarum libri octo (1594) und machte sich als Herausgeber und Initiator von Anthologien verdient. 1613 wurde er in die Florentiner Accademia della Crusca aufgenommen.
Der von ihm gegründete Verlag „Ad insigne pinus“ wurde durch ein kaiserliches Privileg geschützt und brachte bis zu seinem Tod und darüber hinaus etwa neunzig Titel heraus, insbesondere Werke der christlichen Antike. Vermutlich war Welser Initiator des urbanistischen Programms für Augsburg, das von Elias Holl seit dem Ende des 16. Jahrhunderts realisiert wurde. Zusammen mit Johann Jakob Rembold ließ er den Prachtbau des Augsburger Rathauses durch Elias Holl errichten.
Der Briefwechsel, den Welser mit Galilei zu dessen Entdeckung der Sonnenflecken führte, ist in der Galilei-Schrift Istoria e dimostrazioni intorno alle macchie solari (1613) unter dem italienischen Namen Signor Marco Velseri enthalten.

## Werke
als Autor
- Inscriptiones antiquae Augustae Vindelicorum. 1590.
- Rerum Augustanarum Vindelicarum libri VIII. 1594.
- Rerum Boicarum libri V. 1602.

als Herausgeber
- Tabula Peutingeriana. 1598.
- Conversio et passio St. Afrae. 1591.
- Imagines sanctorum Augustanorum Vindelicorum. 1601.
- Uranometria. 1603.
- Briefe von Christoph Scheiner über die Sonnenflecken. 1612 (Pseudonym: „Apelles latens post tabulam“).